# Тубионе (Л'Аквила)
Тубионе (итал. Tubione) је насеље у Италији у округу Л'Аквила, региону Абруцо.
Према процени из 2011. у насељу је живело 8 становника. Насеље се налази на надморској висини од 872 м.